# Eduard Stavický
Eduard Anatoljevič Stavický (ukrajinsky Едуард Анатолійович Ставицький; * 4. října 1972 Lebedyn) je ukrajinský politik a státní úředník. V roce 2012 se stal ministrem ekologie a přírodních zdrojů a v letech 2012–2014 působil jako ministr energetiky a uhelného průmyslu ve vládě Mykoly Azarova.
V březnu 2014 našly orgány činné v trestním řízení při prohlídce jednoho z bytů Stavického 42 kilogramů zlata a několik milionů dolarů. Na Ukrajině je stíhán za zpronevěru státních prostředků.
V dubnu 2014 zařadila EU Stavického v důsledku ukrajinské krize na sankční seznam, který mu zakazuje vstup do členských států EU. Stavický se mezitím přestěhoval se do Izraele, kde obdržel izraelské občanství.